# Tadeusz Gorazdowski
Tadeusz Gorazdowski (ur. 3 kwietnia 1907, zm. 25 listopada 1968) – oficer Marynarki Wojennej RP (PMW) dowódca czterech niszczycieli pływających pod polską banderą w czasie II wojny światowej. Wśród innych polskich dowódców wyróżniał się tym, że żaden z jego okrętów nie zatonął, a on nigdy nie stracił ani jednego członka załogi.

## Młodość
Urodził się w Sartanie (dziś przedmieście Mariupola) w południowej Rosji, ale rodzice wkrótce przenieśli się do odrodzonej Polski i zamieszkali w Choszczówce pod Warszawą. W roku 1926 Tadeusz zdał maturę w Państwowym Gimnazjum im. Stefana Batorego w Warszawie, po czym wstąpił do Oficerskiej Szkoły Marynarki Wojennej (OSMW) w Toruniu. Ukończył ją z dwunastą lokatą i otrzymał stopień podporucznika. Awans na porucznika otrzymał 1 stycznia 1932 roku, a na kapitana 19 marca 1937. Przed wojną skończył jeszcze dwa kursy specjalistyczne: pierwszy w MW kurs oficerów sygnałowych (październik–grudzień 1932) i 6-miesięczny kurs oficerów nawigacyjnych (1934).
Zaraz po ukończeniu OSMW skierowany został do Francji na kurs w Ecole d'Application des Enseignes de Vaisseau; w latach 1929–1930 odbył staż na krążowniku „Edgar Quinet”, pancerniku „Bretagne” i niszczycielu „Simoun” na Morzu Śródziemnym, w Zatoce Biskajskiej i u wybrzeży Afryki.
Po powrocie do kraju był kolejno dowódcą plutonu w kompanii rekruckiej Kadry Marynarki Wojennej w Świeciu, adiutantem, oficerem załogowym i wykładowcą w Szkole Specjalistów Morskich, a następnie w OSMW.
1 czerwca 1932 został ponownie wysłany do Francji, gdzie objął funkcję oficera sygnałowego na budowanym właśnie w Caen niszczycielu ORP „Burza”. Po przeprowadzeniu okrętu do kraju pozostał na nim cztery miesiące, by przejść w grudniu 1933 na transportowiec ORP „Wilia” jako oficer nawigacyjny. W latach następnych pełnił różne funkcje w Sztabie Dowództwa Floty w Gdyni i dopiero 1 maja 1937 został dowódcą okrętu – kanonierki ORP „Komendant Piłsudski”. Wreszcie, od 12 maja 1939 roku znalazł się (jako zastępca dowódcy) na niszczycielu ORP „Błyskawica”, na pokładzie którego 30 sierpnia opuścił Gdynię, udając się w ramach planu „Peking” do Wielkiej Brytanii.

## Wojna
Wkrótce po przybyciu polskich niszczycieli do Rosyth zachorował dowódca „Błyskawicy” kmdr por. Włodzimierz Kodrębski. Tadeusz Gorazdowski automatycznie przejął jego obowiązki i pełnił je do 2 grudnia 1939 roku, kiedy to okręt przeszedł pod dowództwo kmdr ppor. Jerzego Umeckiego. Wkrótce doszło do starcia z nowym dowódcą. 12 lutego 1940 roku Gorazdowski i trzej inni oficerowie złożyli meldunek zwracający uwagę na błędy w dowodzeniu popełniane przez Umeckiego. Zostali karnie zdjęci z pokładu i umieszczeni w Rezerwowej Grupie Oficerów na ORP „Gdynia”. Gorazdowski dowodził tam Oddziałem Szkolnym, będąc jednocześnie dyrektorem nauk Centrum Wyszkolenia Specjalistów Floty.
18 lipca został skierowany do służby na zużytym francuskim niszczycielu OF „Ouragan” przekazanym przez Brytyjczyków PMW. Do 9 września był zastępcą dowódcy tego okrętu, po czym powrócił czasowo na „Błyskawicę”, gdzie wobec choroby kmdr por. Stanisława Hryniewieckiego pełnił obowiązki dowódcy. 11 października wrócił na „Ouragana” i zmagał się z jednostką, której nie można było doprowadzić do stanu gotowości bojowej, do 30 kwietnia 1941, kiedy to okręt został zwrócony marynarce Wolnych Francuzów.
Jego następnym okrętem był już zupełnie nowy niszczyciel ORP „Krakowiak”, który objął 1 maja 1941 i dowodził do 23 maja 1942 roku, biorąc udział w operacji „Anklet” i znajdując jeszcze kilka tygodni na kolejne zastępowanie dowódcy „Błyskawicy”. 25 lipca tego roku został dowódcą swego ostatniego niszczyciela ORP „Piorun”, którym dowodził do 7 stycznia 1945 (z zaledwie kilkumiesięczną przerwą w 1943 roku, kiedy to pełnił na lądzie obowiązki kierownika Referatu Wyszkolenia KMW).
„Piorun” pod dowództwem Gorazdowskiego wziął udział w trzech akcjach ostatniego roku wojny. Najważniejszą z nich była bitwa pod Ushant (8–9 czerwca 1944), kiedy to 10. Flotylla Niszczycieli rozgromiła zespół niszczycieli niemieckich. Drugą było zatopienie (13–14 czerwca) dwóch trałowców niemieckich koło Jersey przez „Pioruna” i „Ashanti”. Trzecią wreszcie udział krążownika „Diadem” oraz niszczycieli „Onslow” i „Piorun” w ataku na niemiecki przerywacz zagród minowych „Sperrbrecher 7".
Po przekazaniu dowództwa „Pioruna” swemu następcy nie wrócił już do służby na morzu, zajmując się pracami Biura Historycznego PMW.

## Okres powojenny
Po rozwiązaniu PSZ wstąpił w kwietniu 1947 roku do Polskiego Korpusu Przysposobienia i Rozmieszczenia. Mając kwalifikacje kapitana ż.w. zajął się organizacją rybołówstwa morskiego w Gambii i Hongkongu. Po kilku latach wyemigrował z rodziną do Kanady. Osiadł w Charlottetown na Wyspie Księcia Edwarda, gdzie podjął pracę w Canadian Coast Guard Service. Aż do choroby, która doprowadziła do śmierci w 1968 roku, pracował jako dowódca lodołamacza „Wolfe”.
W roku 1991 jego córka Olenka, wypełniając wolę ojca, przekazała jego odznaczenia, banderę i dokumenty Muzeum Marynarki Wojennej w Gdyni.